# Chapelle de Keramanac'h
La chapelle de Keramanac'h est située à Plounévez-Moëdec en France.

## Localisation
La chapelle est située sur la commune de Plounévez-Moëdec, au lieu-dit  Keramanac'h, dans le département  des Côtes-d'Armor, dans la région Bretagne.

## Description
La chapelle se compose d'une nef rectangulaire flanquée d'un bas-côté au nord. L'entrée principale est précédée d'un porche. Un clocher à trois arcades couronne la face ouest. À l'intérieur, nef et bas-côtés sont couverts par une charpente lambrissée. Les piliers des bas-côtés sont tous différents. La disposition de l'autel, en avant du mur de l'abside pour former sacristie, est des plus particulières. La baie principale de l'abside est ornée d'un beau fenestrage. La porte d'entrée présente plusieurs statues.

## Historique
La chapelle est classée au titre des monuments historiques par arrêté du 19 octobre 1922, éléments protégés : la chapelle, ainsi que le calvaire et l'enclos de la chapelle.